# Steve Coppell
Stephen James "Steve" Coppell (født 9. juli 1955) er en engelsk tidligere fodboldspiller, manager og direktør for flere fodboldafdelinger, dog uden klub i øjeblikket. Hans sidste job var som direktør for fodboldafdelingen i Portsmouth. Som spiller var han kendt for sin fart og for sin arbejdsmængde på banen.
Han spillede i hans karriere 42 kampe for England med syv mål til følge. Han deltog desuden ved VM i fodbold 1982.